# Вајт Спрингс (Флорида)
Вајт Спрингс (енгл. White Springs) град је у америчкој савезној држави Флорида. По попису становништва из 2010. у њему је живело 777 становника.

## Демографија
Према попису становништва из 2010. у граду је живело 777 становника, што је 42 (5,1%) становника мање него 2000. године.
| Група             | 2000.       | 2010.       |
| Белци             | 299 (36,5%) | 363 (46,7%) |
| Афроамериканци    | 509 (62,1%) | 377 (48,5%) |
| Азијати           | 0 (0,0%)    | 2 (0,3%)    |
| Хиспаноамериканци | 3 (0,4%)    | 26 (3,3%)   |
| Укупно            | 819         | 777         |